# Parti africain pour l'indépendance de la Guinée et du Cap-Vert
Le Parti africain pour l'indépendance de la Guinée et du Cap-Vert (en portugais : Partido Africano para a Independência da Guiné e Cabo Verde, abrégé en PAIGC) est un parti politique fondé, en 1956, par des militants indépendantistes, autour d'Amílcar Cabral, dans le but de réaliser l'indépendance du Cap-Vert et de la Guinée portugaise alors sous domination coloniale portugaise.

## Naissance du mouvement et début de la guerre
L’opposition à la domination portugaise avait commencé dans les années 1950. Le PAIGC est fondé, en 1956 par Amílcar Cabral, Aristides Pereira (futur président de la République du Cap-Vert), Abílio Duarte (futur ministre et président de l’Assemblée nationale du Cap-Vert), Luís Cabral, demi-frère d'Amílcar, Fernando Fortes et Elisée Turpin. C'est à l'origine un mouvement pacifique, dont la stratégie première est de demander aux Portugais de se retirer paisiblement de leurs colonies de Guinée et du Cap-Vert. Le Portugal ayant attaqué des militants indépendantistes en Guinée-Conakry où ils avaient établi leur base, les militants du PAIGC décident d'entrer dans la lutte révolutionnaire armée. La PIDE, police politique portugaise réprime dans le sang des manifestations et des réseaux du PAIGC jusqu’en Guinée voisine, où des camps d’entraînement et des écoles formaient les cadres et les combattants de l’indépendance, avec l’accord du président guinéen Ahmed Sékou Touré.
Le PAIGC déclenche la guerre de libération nationale. Les attaques, d’une redoutable efficacité, deviennent un piège pour les Portugais tant sur le plan humain que financier (au plus fort de la guerre le Portugal dépense plus de 50 % de son budget pour mater la « rébellion »). Des Casamançais traversent la frontière pour soutenir les Bissau-guinéens. Le PAIGC, soutenu par l’URSS et Cuba, contrôle deux tiers du pays et déclare l’indépendance le 24 septembre 1973.

## Manœuvres portugaises

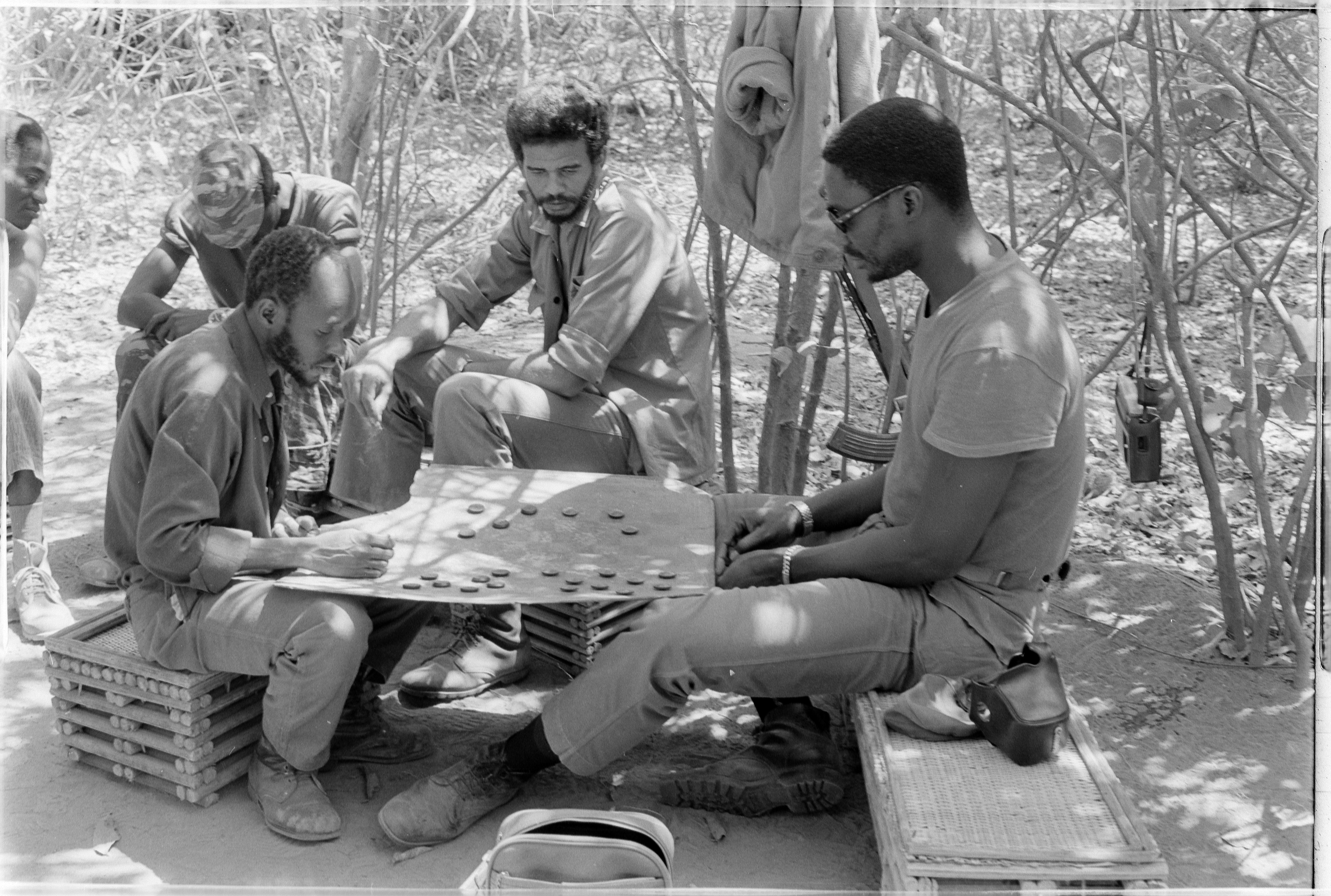
Combattants du PAIGC proches de la ligne de front, en 1974.

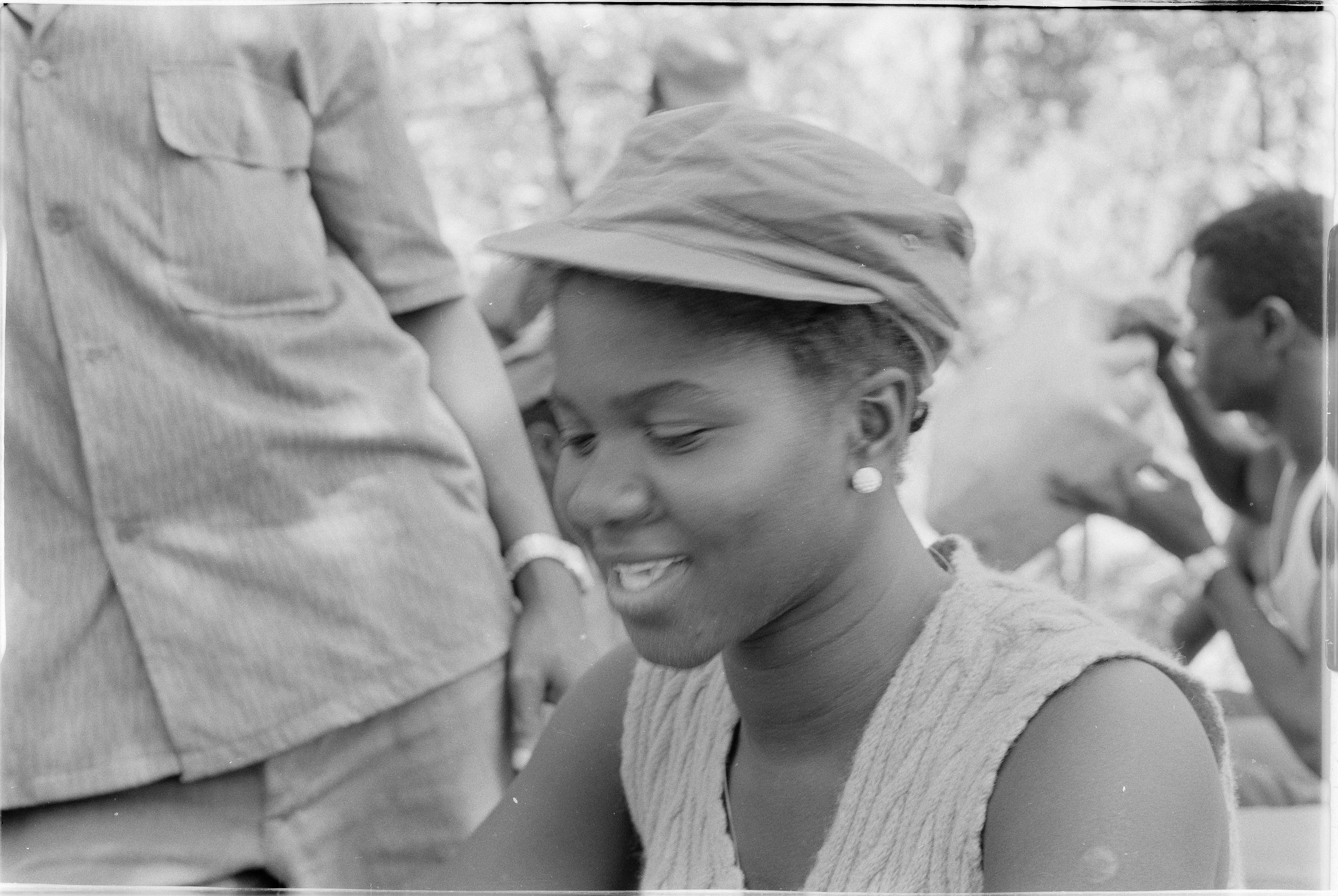
Combattante du PAIGC, en 1973.

Le Portugal a indéniablement joué sur la vieille rivalité entre Capverdiens et Bissau-guinéens ou en d’autres termes entre métis et noirs. Il a chargé le général António de Spínola, responsable du commandement militaire en Guinée portugaise contre la lutte indépendantiste, de mettre en place le « Front Uni de Libération » pour concurrencer le PAIGC. Pour ce faire, le général devait remettre  le Front à des nationalistes capturés et qui avaient retourné leur veste en faveur du Portugal. L’objectif des Portugais était de réussir à casser l’union entre le Cap-Vert et la Guinée-Bissau. Le « Front » était un instrument en vue de conserver le Cap-Vert et d’accorder l’indépendance à la Guinée portugaise. Avec le soutien des États-Unis, il comptait ainsi occuper la position stratégique fournie par l’archipel du Cap-Vert. Bien que l’ambassadeur de Guinée-Conakry envoyé par Ahmed Sékou Touré l'ait averti le jour de même de son assassinat, Amilcar Cabral fut tué à Conakry, par des dissidents guinéens proches du Portugal. Sékou Touré mettra aux arrêts les militants du PAIGC qui venaient l’avertir du drame. Le leader de la révolution sera donc tué avant l’indépendance.
En outre un projet de Grande Guinée existait et était débattu entre Bissau et Conakry, qui se sentaient proches idéologiquement (socialisme) et sociologiquement. Ce projet a été combattu par les Capverdiens jusqu’à leur éviction car il promettait la suprématie des Noirs. C’est avec la mort de Sékou Touré en 1984 que ce projet sera mis aux oubliettes. Le Portugal n’a pas réussi son pari car le PAIGC n’éclate pas ; des chefs du maquis comme João Bernardo Vieira apportèrent leur soutien aux successeurs d’Amilcar Cabral.
La révolution des Œillets au Portugal en 1974 qui déposa Marcelo Caetano (successeur de Salazar) permit l’indépendance simultanée de la Guinée-Bissau et du Cap-Vert formant un seul pays tout comme les autres pays lusophones (Angola, Mozambique, Sao Tomé-et-Principe).

## Crise ethnique
Après l’indépendance de ce pays, le demi-frère d’Amilcar Cabral, Luís Cabral (métis de mère portugaise contrairement à son frère Amilcar de mère guinéenne) est devenu le premier président en s’entourant de la population métissée déjà mise en avant à l’époque des Portugais.
Le clivage entre Noirs et Métis qui s'était établi avec les Portugais se retrouve au niveau de l’administration et du parti au pouvoir le PAIGC. La Guinée-Bissau, se voit dominée par les Capverdiens et la crise économique (pénuries alimentaires, etc) ajoutée aux malversations des dirigeants politiques favorise le coup d’État du 15 novembre 1980. Le premier ministre João Bernardo Vieira, noir sans aucun métissage biologique, prend le pouvoir et justifie sa décision aussi bien par la situation économique désastreuse que par la ségrégation institutionnalisée par la nouvelle Constitution du Cap-Vert du 7 novembre 1980. Cette Constitution précise que seuls les Capverdiens (constitués de 71 % de métis) nés de parents capverdiens seront éligibles au sein des instances du parti et de l’État. La mesure signifie que les Noirs d’origine bissau-guinéenne n’auront pas accès aux postes de responsabilité du Cap-Vert, alors que les Capverdiens sont chez eux à Bissau et constituent l’élite. La nouvelle Constitution bissau-guinéenne non seulement n’aborde pas cette question mais concentre tous les pouvoirs entre les mains de Luís Cabral (chef de l’État, du gouvernement et des armées) au détriment du premier ministre. Si les métis étaient plus indiqués pour la direction politique et technocratique du pays à cause de circonstances historiques qui n’avaient pas favorisé les Noirs pendant la colonisation, ces nouvelles mesures constitutionnelles institutionnalisaient l’appropriation du pouvoir par un groupe social.
Lors du coup d’État, de nombreux dirigeants métis qui ont refusé de se soumettre ont été tués. Avec ce putsch, c’est l’alliance historique et institutionnelle avec le Cap-Vert qui est remise en cause. Désormais, le pouvoir est aux mains des Noirs et permet l’accès à des postes de responsabilité aux vétérans de la guerre d’indépendance qui partagent avec les Casamançais les mêmes origines ethniques, si ces vétérans ne sont pas eux-mêmes Casamançais. Ces vétérans, formés par les Soviétiques et dans le cadre de la coopération des armées de lutte anti-coloniale portugaise, sont rompus aux tactiques de guérilla et aident Vieira à diriger un gouvernement militaire à ses débuts fortement marxiste-léniniste.
Sept ans après la mort du guide de la révolution bissau-guinéenne, le Portugal voit son rêve d’un divorce entre le Cap-Vert et la Guinée portugaise se concrétiser. Mais il est désormais trop tard car entre-temps les deux pays ont accédé à l'indépendance et le salazarisme a été défait. C’est peut-être Sékou Touré qui a réussi son pari de séparer la Guinée Portugaise du Cap-Vert, cela devant être la première étape vers la Constitution d’une Grande Guinée[non neutre].
Vieira était depuis longtemps sensible aux thèses du président guinéen mais l’union ne se fit pas car ce dernier mourut en 1984.

## Parti unique
Après l'indépendance, le PAIGC devient le parti unique de la Guinée-Bissau et du Cap-Vert. Il remporte les élections législatives de 1975 et de 1980. La branche cap-verdienne du PAIGC devient le Parti africain pour l'indépendance du Cap-Vert en 1980.

## Résultats électoraux

### Élections législatives
| Année     | Voix                              | %                                 | Rang                              | Sièges                            | Gouvernement                                                                                     |
| --------- | --------------------------------- | --------------------------------- | --------------------------------- | --------------------------------- | ------------------------------------------------------------------------------------------------ |
| 1976-1977 | 136 022                           | 80,04                             | 1er                               | 150 / 150                         | Gouvernement                                                                                     |
| 1984      |                                   |                                   | 1er                               | 150 / 150                         | Gouvernement                                                                                     |
| 1989      | 214 201                           | 95,80                             | 1er                               | 150 / 150                         | Gouvernement                                                                                     |
| 1994      | 134 982                           | 46,39                             | 1er                               | 12 / 100                          | Gouvernement                                                                                     |
| 1999      |                                   |                                   | 2e                                | 24 / 102                          | Opposition                                                                                       |
| 2004      | 145 316                           | 33,88                             | 1er                               | 35 / 100                          | Gouvernement                                                                                     |
| 2008      | 227 350                           | 49,52                             | 1er                               | 67 / 102                          | Gouvernement                                                                                     |
| 2014      | 281 408                           | 47,98                             | 1er                               | 57 / 102                          | Pereira (2014-2015), opposition (2015), Correia IV (2015-2016), opposition, Gomes II (2018-2019) |
| 2019      | 212 148                           | 35,22                             | 1er                               | 47 / 102                          | Gomes III (2019-2020), opposition (2020-2022)                                                    |
| 2023      | Avec la coalition PAI-Terra Ranka | Avec la coalition PAI-Terra Ranka | Avec la coalition PAI-Terra Ranka | Avec la coalition PAI-Terra Ranka | Martins (2023), Duarte de Barros III (2023-)                                                     |